# Koekelberg
Koekelberg – gmina w Belgii, jedna z 19 w dwujęzycznym Regionie Stołecznym Brukseli, w Okręgu Stołecznym Brukseli. Pod względem liczby mieszkańców jest najmniejszą gminą regionu i drugą najmniejszą pod względem powierzchni. 1 stycznia 2023 liczyła 22 563 mieszkańców. Graniczy z gminami Jette, Molenbeek-Saint-Jean, Ganshoren i Berchem-Sainte-Agathe. 
Do roku 1841 wioska administracyjnie podlegała gminie Berchem-Sainte-Agathe. 
Główną atrakcją jest Narodowa Bazylika Najświętszego Serca (Basilique du Sacré-Cœur / Nationale Basiliek van het Heilig Hart). W 1905 roku Leopold II położył kamień węgielny bazyliki z okazji 75. rocznicy niepodległości Belgii. Bazylika została wybudowana w latach 1930–1971 według projektu Alberta Van huffela, architekta z Gandawy. Bazylika jest piątym co do wielkości kościołem na świecie.
Na terenie gminy zlokalizowana jest stacja metra Simonis, obsługiwana przez system STIB/MIVB.

## Współpraca
Miejscowości partnerskie:
- Bastogne, Luksemburg
- Borsele, Niderlandy
- Bournemouth, Wielka Brytania
- Ejo, Grecja
- Glostrup, Dania
- Hyères, Francja
- Ieper, Flandria Zachodnia
- Kelmis, Liège
- Kołobrzeg, Polska
- Sanlúcar de Barrameda, Hiszpania
- Santarém, Portugalia